# 투데이 뉴스
《투데이 뉴스》(TODAY NEWS)는 대한민국 TJB에서 월요일 ~ 수요일 저녁 6시에 방송되는 TJB의 저녁뉴스 프로그램이자 TJB 생방송 투데이의 저녁뉴스 코너이다.

## 개요
- 2005년 12월 1일부터 TJB의 2005년 겨울 개편으로 평일 오후 5시 50분에 전국뉴스패트롤로 신설되어 10분간 저녁 네트워크 뉴스로 방송되었으며, 2006년 11월 6일부터 TJB의 2006년 가을 개편으로 TJB 뉴스스테이션으로 변경되어 평일 저녁 6시로 변경, 50분으로 연장, 저녁 종합뉴스로 확대 개편되었고, 2007년 10월 8일부터 평일 오후 5시 35분으로 변경, 55분으로 연장되었다. 이후 2011년 4월 11일부터 TJB의 2011년 봄 개편으로 TJB 생방송 투데이와 통합, 현재의 투데이 뉴스로 변경되어 10분으로 단축, TJB 생방송 투데이의 뉴스 코너로 전환되었고, TJB의 2012년 봄 개편으로 2012년 5월 14일부터 TJB 생방송 모닝와이드와 분리, TJB 뉴스 6으로 변경되어 월요일 ~ 목요일 오후 5시 55분, 금요일 저녁 6시 5분으로 변경되었으며, 2012년 12월 3일부터 TJB의 2012년 겨울 개편으로 TJB 생방송 모닝와이드와 통합, 현재의 투데이 뉴스로 환원되어 평일 저녁 6시 40분으로 변경, TJB 생방송 투데이의 뉴스 코너로 환원되었다. 이후 2016년 7월 18일부터 편성이 월요일 ~ 목요일로 축소되었고, 2017년 6월 5일부터 TJB 생방송 투데이의 시간대 이동에 따라 월요일 ~ 목요일 저녁 7시 20분으로 변경되었으며, 2017년 9월 18일부터 월요일 ~ 목요일 저녁 7시 10분으로 변경되었고, 2019년 4월 15일부터 월요일 ~ 목요일 저녁 7시 5분으로 변경되었으며, 2019년 5월 13일부터 월요일 ~ 목요일 저녁 7시 10분으로 환원되었다. 이후 2020년 3월 30일부터 월요일 ~ 목요일 저녁 7시로 변경되었고, 2020년 4월 20일부터 월요일 ~ 목요일 저녁 7시 10분으로 환원되었으며, 2020년 5월 11일부터 월요일 ~ 목요일 저녁 6시 10분으로 변경되었고, 2020년 9월 21일부터 월요일 ~ 목요일 저녁 6시로 환원되었으며, 2021년 11월 2일부터 목요일 SBS 아머드 사우루스 수중계로 인해 편성이 월요일 ~ 수요일로 축소되었다. 2025년 3월 25일에 종영되었다.

## 방송 시간
| 방송 채널 | 방송 기간                          | 방송 시간                                                                                 |
| --------- | ---------------------------------- | ----------------------------------------------------------------------------------------- |
| TJB       | 2005년 12월 1일 ~ 2006년 11월 3일  | 평일 오후 5시 50분 ~ 저녁 6시 (10분)                                                      |
| TJB       | 2006년 11월 6일 ~ 2007년 10월 5일  | 평일 저녁 6시 ~ 6시 50분 (50분)                                                           |
| TJB       | 2007년 10월 8일 ~ 2011년 4월 8일   | 평일 오후 5시 35분 ~ 저녁 6시 30분 (55분)                                                 |
| TJB       | 2011년 4월 11일 ~ 2012년 5월 11일  | 평일 오후 5시 35분 ~ 5시 45분 (10분)                                                      |
| TJB       | 2012년 5월 14일 ~ 2012년 11월 30일 | 월요일 ~ 목요일 오후 5시 55분 ~ 저녁 6시 5분 (10분) 금요일 저녁 6시 5분 ~ 6시 15분 (10분) |
| TJB       | 2012년 12월 3일 ~ 2016년 7월 15일  | 평일 저녁 6시 40분 ~ 6시 50분 (10분)                                                      |
| TJB       | 2016년 7월 18일 ~ 2017년 6월 1일   | 월요일 ~ 목요일 저녁 6시 40분 ~ 6시 50분 (10분)                                           |
| TJB       | 2017년 6월 5일 ~ 2017년 9월 14일   | 월요일 ~ 목요일 저녁 7시 20분 ~ 7시 30분 (10분)                                           |
| TJB       | 2017년 9월 18일 ~ 2019년 4월 11일  | 월요일 ~ 목요일 저녁 7시 10분 ~ 7시 20분 (10분)                                           |
| TJB       | 2019년 5월 13일 ~ 2020년 3월 26일  | 월요일 ~ 목요일 저녁 7시 10분 ~ 7시 20분 (10분)                                           |
| TJB       | 2020년 4월 20일 ~ 2020년 5월 7일   | 월요일 ~ 목요일 저녁 7시 10분 ~ 7시 20분 (10분)                                           |
| TJB       | 2019년 4월 15일 ~ 2019년 5월 8일   | 월요일 ~ 목요일 저녁 7시 5분 ~ 7시 15분 (10분)                                            |
| TJB       | 2020년 3월 30일 ~ 2020년 4월 16일  | 월요일 ~ 목요일 저녁 7시 ~ 7시 10분 (10분)                                                |
| TJB       | 2020년 5월 11일 ~ 2020년 9월 17일  | 월요일 ~ 목요일 저녁 6시 10분 ~ 6시 20분 (10분)                                           |
| TJB       | 2020년 9월 21일 ~ 2021년 10월 29일 | 월요일 ~ 목요일 저녁 6시 ~ 6시 10분 (10분)                                                |
| TJB       | 2021년 11월 2일 ~ 2025년 3월 25일  | 월요일 ~ 수요일 저녁 6시 ~ 6시 10분 (10분)                                                |

## 앵커
- 김수영 아나운서 (여)

## 역대 앵커
| 역대 | 진행자          | 진행 기간                         | 비고  |
| ---- | --------------- | --------------------------------- | ----- |
| 1대  | 진미선 아나운서 | 일자미상                          |       |
| 2대  | 김도희 아나운서 | 일자미상                          |       |
| 3대  | 유수연 아나운서 | 일자미상                          |       |
| 4대  | 이보현 아나운서 | 일자미상                          |       |
| 5대  | 송유라 아나운서 | 일자미상                          |       |
| 6대  | 김현지 아나운서 | 일자미상                          |       |
| 7대  | 이승휘 아나운서 | 일자미상 ~ 2022년 7월 6일         |       |
| 임시 | 이은수 아나운서 | 2022년 7월 11일 ~ 2022년 7월 18일 |       |
| 8대  | 양세원 아나운서 | 2022년 7월 25일 ~ 2024년 6월 19일 | [ 1 ] |
| 9대  | 김수영 아나운서 | 2024년 6월 24일 ~ 2025년 3월 25일 |       |

## 결방
- 2022년 7월 13일, 2022년 7월 20일: 오늘의 톡!, 투데이 뉴스는 결방했다.

## 타이틀 변천사
현재 타이틀은 2012년 12월 3일을 기준으로 한다.
| 역대 | 타이틀           | 방송 기간                          |
| ---- | ---------------- | ---------------------------------- |
| 1대  | 전국뉴스패트롤   | 2005년 12월 1일 ~ 2006년 11월 3일  |
| 2대  | TJB 뉴스스테이션 | 2006년 11월 6일 ~ 2011년 4월 8일   |
| 3대  | 투데이 뉴스      | 2011년 4월 11일 ~ 2012년 5월 11일  |
| 4대  | TJB 뉴스 6       | 2012년 5월 14일 ~ 2012년 11월 30일 |
| 5대  | 투데이 뉴스      | 2012년 12월 3일 ~ 2025년 3월 25일  |

## 임시 앵커
1. ↑  양세원 아나운서의 휴가 또는 출장으로 인하여, 2023년 7월 3일 ~ 2023년 7월 10일 방송분은 이은기 아나운서가 대신 진행했고, 2024년 6월 3일 ~ 6월 5일 방송분은 유지수 아나운서가 대신 진행했다.

## TJB의 다른 뉴스 프로그램
- TJB 아침뉴스
- TJB 뉴스 (1020)
- TJB 뉴스 (1745)
- TJB 8 뉴스

## 같이 보기
- TJB 생방송 투데이